# أوتو كاندلر
أوتو كاندلر (23 أكتوبر 1920 دغندورف- 29 أغسطس 2017 في ميونيخ، بافاريا) هو عالم نبات وعالم ميكروبيولوجيا ألماني. حتى تقاعده عام 1986 كان أستاذًا لعلم النبات في جامعة لودفيغ ماكسيميليان في ميونيخ.
كانت أهم موضوعات بحثه هي التركيب الضوئي، التركيب الغذائي للكربوهيدرات النباتية، تحليل بنية جدران الخلايا البكتيرية (مورين / ببتيدوجليكان)، نظام العصية اللبنية، والفحص الكيميائي للنباتات والكائنات الحية الدقيقة. قدم أول دليل تجريبي على وجود الفسفرة الضوئية في الجسم الحي. أقنعه اكتشافه للاختلافات الأساسية بين الجدران الخلوية للبكتيريا والعتائق (حتى عام 1990 تسمى البكتيريا القديمة) بأن العتائق تمثل مجموعة مستقلة من الكائنات الحية تختلف عن البكتيريا. كان هذا أساس تعاونه مع كارل ووزي وجعله مؤسس البحث في العتائق في ألمانيا. في عام 1990، اقترح مع ووزي مجالات الحياة الثلاثة: البكتيريا، العتائق، حقيقيات النوى.

## حياته وتعليمه
ولد أوتو كاندلر في 23 أكتوبر 1920 في دغندورف، بافاريا، وهو الطفل السادس لعائلة بستاني. نشأ وساعد في حديقة والده، في وقت مبكر، أصبح مهتمًا بالحياة النباتية والطبيعة بشكل عام. التحق بالمدرسة لمدة 8 سنوات. عندما كان في الثانية عشرة من عمره قرأ عن تشارلز داروين وذكره لكاهن كاثوليكي. عاقبه الكاهن بضربتين على يديه بقضيب. ومع ذلك فقد ظل مهتمًا بأصل وتطور الكائنات الحية لبقية حياته.
لم يكن بإمكان والديه دفع رسوم المدرسة الثانوية، وكان من المفترض أن يصبح بستانيًا أو يتعلم مهنة أخرى. لكن أساتذته أقنعوا والديه بأن ابنهم الموهوب يجب أن يواصل الدراسة. لذلك التحق بالمدرسة الإعدادية الألمانية في شتراوبينغ، بافاريا، وهي مدرسة لتعليم معلمي المستقبل. توقفت دراساته، مع ذلك، بسبب الحرب العالمية الثانية. في عام 1939، اضطر هو وزملاؤه الطلاب للانضمام إلى خدمات عمال الرايخ، وفي وقت لاحق كان عليه أن يخدم في الجيش الألماني كمراسل إذاعي في روسيا. في نهاية الحرب نُقلت مجموعته إلى النمسا. هرب بالدراجة إلى الجبهة الغربية لتجنب القبض عليه من قبل الروس. بعد أن أمضى بضعة أشهر في معسكر اعتقال أمريكي سُمح له بالعودة إلى منزله. بين عامي 1945 و1946 أعاد بناء حديقة والده وكسب بعض المال عن طريق زراعة وبيع الخضار، وخاصة الملفوف والزهور لتمويل حياته ودراساته المستقبلية.
كان كاندلر مهتمًا جدًا بالعلوم، ولكن في عام 1946 فقط تمكن من الالتحاق بجامعة لودفيج ماكسيميليان في ميونيخ في اختصاص علم النبات وعلم الحيوان والجيولوجيا والكيمياء والفيزياء. كما حضر محاضرات في الفلسفة. قُصفت أغلب جامعة ميونيخ، لذا تضررت مباني المعهد بشدة وبقيت في حالة خراب. لكي يُقبل، كان عليه وجميع الطلاب الآخرين إزالة الأنقاض والمساعدة في إعادة بناء المباني. بعد ثلاثة فصول، وجد موضوعًا بحثيًا لأطروحته في علم النبات. كأول مرة في ألمانيا بدأ في زراعة أنسجة نباتية معزولة في المختبر. استخدم مزارع الأنسجة هذه لدراسة التركيب الغذائي وتأثير الأكسينات تحت ظروف محددة في المختبر، وحصل على درجة الدكتوراه مع مرتبة الشرف عام 1949 وأصبح أستاذًا مساعدًا في علم النبات في جامعة ميونيخ. بعد التأهيل في عام 1953، ظل في الجامعة حتى عام 1957. في عام 1953 تزوج من جيرترود شيفر، وهو طالب دراسات عليا في علم الأحياء الدقيقة. كان لديهم ثلاث بنات وأربعة أحفاد. من أجل منشوراته المبكرة حول الفسفرة الضوئية، حصل على زمالة بحثية سخية من مؤسسة روكفلر، وفي 1956/1957، كان قادرًا على العمل على الأسئلة الأساسية لعملية التركيب الضوئي لمدة عام واحد في الولايات المتحدة الأمريكية.
بعد عودته، كان كاندلر غير راضٍ عن الظروف المعملية السيئة في الجامعة في وطنه، لذلك كان سعيدًا بالعثور على منصب مدير المعهد البكتريولوجي التابع لمركز أبحاث الألبان بجنوب ألمانيا في فريسينج-فينستيفان في عام 1957، حيث كانت الظروف أفضل. في عام 1960 عُيّن أستاذًا لعلم النبات التطبيقي في جامعة ميونيخ التقنية، حيث كانت ظروف البحث ما تزال سيئة في ذلك الوقت. لذلك احتفظ بمنصبه في فينستيفان بالتوازي حتى عام 1965. وفي عام 1968 عُيّن أستاذًا ورئيسًا لقسم علم النبات في جامعة لودفيغ ماكسيميليان في ميونيخ، ودرّس وأجرى الأبحاث حتى تقاعده في عام 1986. توضحت اهتماماته العلمية الواسعة من خلال عناوين أكثر من 400 مطبوعة له.
كان من المفترض أن يحتفل كاندلر بعيد ميلاده المئة في 23 أكتوبر 2020. في هذه الذكرى المئوية، قدمت عائلة كاندلر مجموعته الزمنية من كتب علم النبات التاريخية، من بينها أعشاب القرنين السادس عشر والسابع عشر ، كهدية لمكتبة جمعية ريغنسبورغ النباتية ( أسسها دافيد هاينريش هوبي)، والتي ضُمنت في مكتبة جامعة ريغنسبورغ. من خلال الرقمنة، ستكون هذه المصادر التاريخية قريبًا في متناول الجميع.

## فيزيولوجيا النبات
كان أوتو كاندلر مهتمًا جدًا بعمليات نمو النبات، والتركيب الضوئي، والتركيب الغذائي، وخاصة الكربوهيدرات. كأول شخص في ألمانيا، بدأ في زراعة مزارع الأنسجة النباتية المعزولة (مثل السيقان والجذور والبراعم والأجنة والكالس) في المختبر لدراسة التركيب الغذائي وتأثير الأكسينات تحت ظروف محددة في المختبر. كما ذكر أعلاه، شكل هذا موضوع أطروحته (بامتياز مع مرتبة الشرف) في عام 1949.
في مساهمته بعنوان وجهات نظر تاريخية حول الاستفسارات المتعلقة بالفسفرة الضوئية يصف كاندلر بدايات أبحاث الفسفرة الضوئية وكيف أصبح مهتمًا: في عام 1948، استوحى إلهامه من محاضرة حول استقلاب الفوسفات في الخميرة ألقاها فيودور لينين (الحائز عام 1964 على جائزة نوبل في الفيزيولوجيا أو الطب في هذه السنوات، في أعقاب الحرب العالمية الثانية، كان المعهد الكيميائي الأصلي التابع لجامعة لودفيغ ماكسيميليان في ميونيخ ما يزال في حالة خراب وكان فيودور لينين ومساعده هيلموت هولزر يعملان مؤقتًا كضيفين في المعهد النباتي المجاور مباشرةً. المختبر الذي شارك فيه كاندلر في أطروحته في علم النبات. أعجب كاندلر بالطرق التجريبية في مختبر لينين وتعرف عليها؛ أصبح هولزر وكاندلر صديقين مقربين. في ذلك الوقت، كان هولزر قادرًا على تقديم الدليل الأول على تكوين أدينوسين ثلاثي الفوسفات في الخميرة المؤكسدة للبوتانول إلى حمض الزبد، ثم قرر كاندلر نقل تقنياتهم لقياس الفوسفور معدلات الفسفرة في الجسم الحي لدراسات التركيب الضوئي في الكلوريلا.
لذلك، في عام 1950، كان أول من قدم دليلًا تجريبيًا على التكوين المعتمد على الضوء للأدينوسين ثلاثي الفوسفات (الفسفرة الضوئية) في الجسم الحي في خلايا شلوريلا السليمة. في عام 1954، اكتشف دانيال أرنون الفسفرة الضوئية في المختبر باستخدام البلاستيدات الخضراء المعزولة وذكر عمل كاندلر الرائد. قادت منشورات كاندلر المبكرة حول التكوين المعتمد على الضوء للأدينوسين ثلاثي الفوسفات مؤسسة روكفلر لمنحه زمالة بحثية لمدة عام واحد في الولايات المتحدة الأمريكية. لذلك بين عامي 1956-1957 عمل لمدة 6 أشهر مع مارتن جيبس في مختبر بروكهافن الوطني ثم لمدة 6 أشهر أخرى مع ملفين كالفين (الحائز على جائزة نوبل في الكيمياء عام 1961) في جامعة كاليفورنيا، بيركلي حول الأسئلة المركزية لعملية التركيب الضوئي (مثل المسار من الكربون في عملية التركيب الضوئي، تسمى اليوم دورة كالفين بنسون باشام).